# 9e étape du Tour d'Italie 2020
Pour un article plus général, voir Tour d'Italie 2020.
La 9e étape du Tour d'Italie 2020 se déroule le dimanche 11 octobre 2020, entre San Salvo et Roccaraso, sur une distance de 207 km.

## Déroulement de la course
Huit coureurs composent l'échappée du jour. Parmi eux, Giovanni Visconti franchit en tête les deux premiers cols de la journée, en devançant à chaque fois Ruben Guerreiro (EF Pro Cycling) et Jonathan Castroviejo (Ineos). Visconti prend alors la tête du classement de la montagne. Visconti, Ben O'Connor et Eduardo Sepulveda (Movistar) sont distancés dans l'avant-dernière montée du jour. Guerreiro passe alors en tête au sommet devant Castroviejo. Dans l'asension finale, Castroviejo attaque à 6,3 km du sommet, suivi seulement par Gueirreiro. Derrière, Lucas Hamilton (Mitchelton-Scott) et Tao Geoghegan Hart (Ineos) sortent du peloton. Ruben Guerreiro lance le sprint et s'impose avec 8 secondes d'avance sur Jonathan Castroviejo, 58 sur Mikkel Bjerg et 1 minute 16 sur Kilian Frankiny (Groupama-FDJ) et Lawrence Warbasse (AG2R La Mondiale). La victoire d'étape permet en outre au portugais de s'emparer du maillot bleu, avec 8 pts d'avance sur Visconti et 39 sur Castroviejo. Geoghegan Hart est 6e de l'étape à 1 minute 19. Il devance Hamilton de 13 secondes, Kelderman, Fuglsang et Jai Hindley (Sunweb) de 19 secondes, Majka et Konrad de 22 secondes, Pozzovivo de 25 secondes, Nibali et Bilbao de 33 secondes, Almeida de 37 secondes, Vanhoucke et Kruijswijk de 40 secondes, Zakarin de 49 secondes. João Almeida conserve la tête du classement général, avec 30 secondes d'avance sur Wilco Kelderman et 39 sur Peio Bilbao. Domenico Pozzovivo, Vincenzo Nibali, Jakob Fuglsang et Harm Vanhoucke sont à environ 1 minute du maillot rose. Steven Kruisjwijk sort du Top 10, au bénéfice notamment de Jai Hindley, désormais 9e à 1 minute 15 du leader.

## Résultats

### Classement de l'étape
| \| Classement de l'étape \| Classement de l'étape \| Classement de l'étape \| Classement de l'étape \| Classement de l'étape \| \| Coureur \| Coureur \| Pays \| Équipe \| Temps \| \| --------------------- \| --------------------- \| --------------------- \| --------------------- \| --------------------- \| \| 1er \| Ruben Guerreiro \| Portugal \| EF Pro Cycling \| 5 h 41 min 20 s \| \| 2e \| Jonathan Castroviejo \| Espagne \| Ineos Grenadiers \| + 8 s \| \| 3e \| Mikkel Bjerg \| Danemark \| UAE Team Emirates \| + 58 s \| \| 4e \| Kilian Frankiny \| Suisse \| Groupama-FDJ \| + 1 min 16 s \| \| 5e \| Lawrence Warbasse \| États-Unis \| AG2R La Mondiale \| + 1 min 16 s \| \| 6e \| Tao Geoghegan Hart \| Royaume-Uni \| Ineos Grenadiers \| + 1 min 19 s \| \| 7e \| Lucas Hamilton \| Australie \| Mitchelton-Scott \| + 1 min 32 s \| \| 8e \| Wilco Kelderman \| Pays-Bas \| Team Sunweb \| + 1 min 38 s \| \| 9e \| Jakob Fuglsang \| Danemark \| Astana \| + 1 min 38 s \| \| 10e \| Jai Hindley \| Australie \| Team Sunweb \| + 1 min 38 s \| |                      |             |                   |                 |
| |                      |             |                   |                 |
| Source : ProCyclingStats |                      |             |                   |                 |
| Classement de l'étape |                      |             |                   |                 |
| Coureur | Coureur              | Pays        | Équipe            | Temps           |
| 1er | Ruben Guerreiro      | Portugal    | EF Pro Cycling    | 5 h 41 min 20 s |
| 2e | Jonathan Castroviejo | Espagne     | Ineos Grenadiers  | + 8 s           |
| 3e | Mikkel Bjerg         | Danemark    | UAE Team Emirates | + 58 s          |
| 4e | Kilian Frankiny      | Suisse      | Groupama-FDJ      | + 1 min 16 s    |
| 5e | Lawrence Warbasse    | États-Unis  | AG2R La Mondiale  | + 1 min 16 s    |
| 6e | Tao Geoghegan Hart   | Royaume-Uni | Ineos Grenadiers  | + 1 min 19 s    |
| 7e | Lucas Hamilton       | Australie   | Mitchelton-Scott  | + 1 min 32 s    |
| 8e | Wilco Kelderman      | Pays-Bas    | Team Sunweb       | + 1 min 38 s    |
| 9e | Jakob Fuglsang       | Danemark    | Astana            | + 1 min 38 s    |
| 10e | Jai Hindley          | Australie   | Team Sunweb       | + 1 min 38 s    |

### Points attribués pour le classement par points
| Sprint intermédiaire Guardiagrele (km 75,6) | Sprint intermédiaire Guardiagrele (km 75,6) | Sprint intermédiaire Guardiagrele (km 75,6) | Sprint intermédiaire Guardiagrele (km 75,6) | Sprint intermédiaire Guardiagrele (km 75,6) |
| ------------------------------------------- | ------------------------------------------- | ------------------------------------------- | ------------------------------------------- | ------------------------------------------- |
|                                             | Coureur                                     | Pays                                        | Équipe                                      | Point(s)                                    |
| 1er                                         | Ruben Guerreiro                             | Portugal                                    | EF Pro Cycling                              | 12                                          |
| 2e                                          | Ben O'Connor                                | Australie                                   | NTT Pro Cycling                             | 8                                           |
| 3e                                          | Jonathan Castroviejo                        | Espagne                                     | Ineos Grenadiers                            | 6                                           |
| 4e                                          | Eduardo Sepúlveda                           | Argentine                                   | Movistar                                    | 5                                           |
| 5e                                          | Arnaud Démare                               | France                                      | Groupama-FDJ                                | 4                                           |
| 6e                                          | Peter Sagan                                 | Slovaquie                                   | Bora-Hansgrohe                              | 3                                           |
| 7e                                          | Chris Harper                                | Australie                                   | Jumbo-Visma                                 | 2                                           |
| 8e                                          | James Knox                                  | Royaume-Uni                                 | Deceuninck-Quick Step                       | 1                                           |
| modifier                                    |                                             |                                             |                                             |                                             |

| Arrivée d'étape Roccaraso (km 207) | Arrivée d'étape Roccaraso (km 207) | Arrivée d'étape Roccaraso (km 207) | Arrivée d'étape Roccaraso (km 207) | Arrivée d'étape Roccaraso (km 207) |
| ---------------------------------- | ---------------------------------- | ---------------------------------- | ---------------------------------- | ---------------------------------- |
|                                    | Coureur                            | Pays                               | Équipe                             | Point(s)                           |
| 1er                                | Ruben Guerreiro                    | Portugal                           | EF Pro Cycling                     | 15                                 |
| 2e                                 | Jonathan Castroviejo               | Espagne                            | Ineos Grenadiers                   | 12                                 |
| 3e                                 | Mikkel Bjerg                       | Danemark                           | UAE Emirates                       | 9                                  |
| 4e                                 | Kilian Frankiny                    | Suisse                             | Groupama-FDJ                       | 7                                  |
| 5e                                 | Lawrence Warbasse                  | États-Unis                         | AG2R La Mondiale                   | 6                                  |
| 6e                                 | Tao Geoghegan Hart                 | Royaume-Uni                        | Ineos Grenadiers                   | 5                                  |
| 7e                                 | Lucas Hamilton                     | Australie                          | Mitchelton-Scott                   | 4                                  |
| 8e                                 | Wilco Kelderman                    | Pays-Bas                           | Sunweb                             | 3                                  |
| 9e                                 | Jakob Fuglsang                     | Danemark                           | Astana                             | 2                                  |
| 10e                                | Jai Hindley                        | Australie                          | Sunweb                             | 1                                  |
| modifier                           |                                    |                                    |                                    |                                    |

### Points attribués pour le classement du meilleur grimpeur
| Passolanciano-Maielletta (km 100,4) 1re catégorie (12,4 km à 7%) | Passolanciano-Maielletta (km 100,4) 1re catégorie (12,4 km à 7%) | Passolanciano-Maielletta (km 100,4) 1re catégorie (12,4 km à 7%) | Passolanciano-Maielletta (km 100,4) 1re catégorie (12,4 km à 7%) | Passolanciano-Maielletta (km 100,4) 1re catégorie (12,4 km à 7%) |
| ---------------------------------------------------------------- | ---------------------------------------------------------------- | ---------------------------------------------------------------- | ---------------------------------------------------------------- | ---------------------------------------------------------------- |
|                                                                  | Coureur                                                          | Pays                                                             | Équipe                                                           | Point(s)                                                         |
| 1er                                                              | Giovanni Visconti                                                | Italie                                                           | Vini Zabù-KTM                                                    | 40                                                               |
| 2e                                                               | Ruben Guerreiro                                                  | Portugal                                                         | EF Pro Cycling                                                   | 18                                                               |
| 3e                                                               | Jonathan Castroviejo                                             | Espagne                                                          | Ineos Grenadiers                                                 | 12                                                               |
| 4e                                                               | Ben O'Connor                                                     | Australie                                                        | NTT Pro Cycling                                                  | 9                                                                |
| 5e                                                               | Lawrence Warbasse                                                | États-Unis                                                       | AG2R La Mondiale                                                 | 6                                                                |
| 6e                                                               | Kilian Frankiny                                                  | Suisse                                                           | Groupama-FDJ                                                     | 4                                                                |
| 7e                                                               | Eduardo Sepúlveda                                                | Argentine                                                        | Movistar                                                         | 2                                                                |
| 8e                                                               | Mikkel Bjerg                                                     | Danemark                                                         | UAE Emirates                                                     | 1                                                                |
| modifier                                                         |                                                                  |                                                                  |                                                                  |                                                                  |

| Passo San Leonardo (km 154,7) 2e catégorie (14,4 km à 4,3%) | Passo San Leonardo (km 154,7) 2e catégorie (14,4 km à 4,3%) | Passo San Leonardo (km 154,7) 2e catégorie (14,4 km à 4,3%) | Passo San Leonardo (km 154,7) 2e catégorie (14,4 km à 4,3%) | Passo San Leonardo (km 154,7) 2e catégorie (14,4 km à 4,3%) |
| ----------------------------------------------------------- | ----------------------------------------------------------- | ----------------------------------------------------------- | ----------------------------------------------------------- | ----------------------------------------------------------- |
|                                                             | Coureur                                                     | Pays                                                        | Équipe                                                      | Point(s)                                                    |
| 1er                                                         | Giovanni Visconti                                           | Italie                                                      | Vini Zabù-KTM                                               | 18                                                          |
| 2e                                                          | Ruben Guerreiro                                             | Portugal                                                    | EF Pro Cycling                                              | 8                                                           |
| 3e                                                          | Jonathan Castroviejo                                        | Espagne                                                     | Ineos Grenadiers                                            | 6                                                           |
| 4e                                                          | Lawrence Warbasse                                           | États-Unis                                                  | AG2R La Mondiale                                            | 4                                                           |
| 5e                                                          | Ben O'Connor                                                | Australie                                                   | NTT Pro Cycling                                             | 2                                                           |
| 6e                                                          | Kilian Frankiny                                             | Suisse                                                      | Groupama-FDJ                                                | 1                                                           |
| modifier                                                    |                                                             |                                                             |                                                             |                                                             |

| Bosco di Sant Antonio (km 181,4) 2e catégorie (9,4 km à 5,1%) | Bosco di Sant Antonio (km 181,4) 2e catégorie (9,4 km à 5,1%) | Bosco di Sant Antonio (km 181,4) 2e catégorie (9,4 km à 5,1%) | Bosco di Sant Antonio (km 181,4) 2e catégorie (9,4 km à 5,1%) | Bosco di Sant Antonio (km 181,4) 2e catégorie (9,4 km à 5,1%) |
| ------------------------------------------------------------- | ------------------------------------------------------------- | ------------------------------------------------------------- | ------------------------------------------------------------- | ------------------------------------------------------------- |
|                                                               | Coureur                                                       | Pays                                                          | Équipe                                                        | Point(s)                                                      |
| 1er                                                           | Ruben Guerreiro                                               | Portugal                                                      | EF Pro Cycling                                                | 18                                                            |
| 2e                                                            | Jonathan Castroviejo                                          | Espagne                                                       | Ineos Grenadiers                                              | 8                                                             |
| 3e                                                            | Kilian Frankiny                                               | Suisse                                                        | Groupama-FDJ                                                  | 6                                                             |
| 4e                                                            | Lawrence Warbasse                                             | États-Unis                                                    | AG2R La Mondiale                                              | 4                                                             |
| 5e                                                            | Mikkel Bjerg                                                  | Danemark                                                      | UAE Emirates                                                  | 2                                                             |
| 6e                                                            | Eduardo Sepúlveda                                             | Argentine                                                     | Movistar                                                      | 1                                                             |
| modifier                                                      |                                                               |                                                               |                                                               |                                                               |

| Roccaraso (km 208) 1re catégorie (9,6 km à 4,4%) | Roccaraso (km 208) 1re catégorie (9,6 km à 4,4%) | Roccaraso (km 208) 1re catégorie (9,6 km à 4,4%) | Roccaraso (km 208) 1re catégorie (9,6 km à 4,4%) | Roccaraso (km 208) 1re catégorie (9,6 km à 4,4%) |
| ------------------------------------------------ | ------------------------------------------------ | ------------------------------------------------ | ------------------------------------------------ | ------------------------------------------------ |
|                                                  | Coureur                                          | Pays                                             | Équipe                                           | Point(s)                                         |
| 1er                                              | Ruben Guerreiro                                  | Portugal                                         | EF Pro Cycling                                   | 40                                               |
| 2e                                               | Jonathan Castroviejo                             | Espagne                                          | Ineos Grenadiers                                 | 18                                               |
| 3e                                               | Mikkel Bjerg                                     | Danemark                                         | UAE Emirates                                     | 12                                               |
| 4e                                               | Kilian Frankiny                                  | Suisse                                           | Groupama-FDJ                                     | 9                                                |
| 5e                                               | Lawrence Warbasse                                | États-Unis                                       | AG2R La Mondiale                                 | 6                                                |
| 6e                                               | Tao Geoghegan Hart                               | Royaume-Uni                                      | Ineos Grenadiers                                 | 4                                                |
| 7e                                               | Lucas Hamilton                                   | Australie                                        | Mitchelton-Scott                                 | 2                                                |
| 8e                                               | Wilco Kelderman                                  | Pays-Bas                                         | Sunweb                                           | 1                                                |
| modifier                                         |                                                  |                                                  |                                                  |                                                  |

### Points attribués pour le classement des sprints intermédiaires
| Sprint intermédiaire Guardiagrele (km 75,6) | Sprint intermédiaire Guardiagrele (km 75,6) | Sprint intermédiaire Guardiagrele (km 75,6) | Sprint intermédiaire Guardiagrele (km 75,6) | Sprint intermédiaire Guardiagrele (km 75,6) |
| ------------------------------------------- | ------------------------------------------- | ------------------------------------------- | ------------------------------------------- | ------------------------------------------- |
|                                             | Coureur                                     | Pays                                        | Équipe                                      | Point(s)                                    |
| 1er                                         | Ruben Guerreiro                             | Portugal                                    | EF Pro Cycling                              | 10                                          |
| 2e                                          | Ben O'Connor                                | Australie                                   | NTT Pro Cycling                             | 6                                           |
| 3e                                          | Jonathan Castroviejo                        | Espagne                                     | Ineos Grenadiers                            | 3                                           |
| 4e                                          | Eduardo Sepúlveda                           | Argentine                                   | Movistar                                    | 2                                           |
| 5e                                          | Arnaud Démare                               | France                                      | Groupama-FDJ                                | 1                                           |
| modifier                                    |                                             |                                             |                                             |                                             |

| Sprint intermédiaire Rivisondoli (km 194) | Sprint intermédiaire Rivisondoli (km 194) | Sprint intermédiaire Rivisondoli (km 194) | Sprint intermédiaire Rivisondoli (km 194) | Sprint intermédiaire Rivisondoli (km 194) |
| ----------------------------------------- | ----------------------------------------- | ----------------------------------------- | ----------------------------------------- | ----------------------------------------- |
|                                           | Coureur                                   | Pays                                      | Équipe                                    | Point(s)                                  |
| 1er                                       | Kilian Frankiny                           | Suisse                                    | Groupama-FDJ                              | 10                                        |
| 2e                                        | Mikkel Bjerg                              | Espagne                                   | Ineos Grenadiers                          | 6                                         |
| 3e                                        | Jonathan Castroviejo                      | Espagne                                   | Ineos Grenadiers                          | 3                                         |
| 4e                                        | Lawrence Warbasse                         | États-Unis                                | AG2R La Mondiale                          | 2                                         |
| 5e                                        | Ruben Guerreiro                           | Portugal                                  | EF Pro Cycling                            | 1                                         |
| modifier                                  |                                           |                                           |                                           |                                           |

### Bonifications
|   | Coureur              | Pays     | Équipe           | Secondes |
| - | -------------------- | -------- | ---------------- | -------- |
| 1 | Kilian Frankiny      | Suisse   | Groupama-FDJ     | 3 s      |
| 2 | Mikkel Bjerg         | Danemark | UAE Emirates     | 2 s      |
| 3 | Jonathan Castroviejo | Espagne  | Ineos Grenadiers | 1 s      |

|   | Coureur              | Pays     | Équipe           | Secondes |
| - | -------------------- | -------- | ---------------- | -------- |
| 1 | Ruben Guerreiro      | Portugal | EF Pro Cycling   | 10 s     |
| 2 | Jonathan Castroviejo | Espagne  | Ineos Grenadiers | 6 s      |
| 3 | Mikkel Bjerg         | Danemark | UAE Emirates     | 4 s      |

## Classements à l'issue de l'étape

### Classement général
| \| Classement général \| Classement général \| Classement général \| Classement général \| Classement général \| \| Coureur \| Coureur \| Pays \| Équipe \| Temps \| \| ------------------ \| ------------------ \| ------------------ \| --------------------- \| ------------------ \| \| 1er \| João Almeida \| Portugal \| Deceuninck-Quick Step \| 35 h 35 min 50 s \| \| 2e \| Wilco Kelderman \| Pays-Bas \| Team Sunweb \| + 30 s \| \| 3e \| Pello Bilbao \| Espagne \| Bahrain McLaren \| + 39 s \| \| 4e \| Domenico Pozzovivo \| Italie \| NTT Pro Cycling \| + 53 s \| \| 5e \| Vincenzo Nibali \| Italie \| Trek-Segafredo \| + 57 s \| \| 6e \| Jakob Fuglsang \| Danemark \| Astana \| + 1 min 01 s \| \| 7e \| Harm Vanhoucke \| Belgique \| Lotto-Soudal \| + 1 min 02 s \| \| 8e \| Patrick Konrad \| Autriche \| Bora-Hansgrohe \| + 1 min 11 s \| \| 9e \| Jai Hindley \| Australie \| Team Sunweb \| + 1 min 15 s \| \| 10e \| Rafał Majka \| Pologne \| Bora-Hansgrohe \| + 1 min 17 s \| |                    |           |                       |                  |
| |                    |           |                       |                  |
| Source : ProCyclingStats |                    |           |                       |                  |
| Classement général |                    |           |                       |                  |
| Coureur | Coureur            | Pays      | Équipe                | Temps            |
| 1er | João Almeida       | Portugal  | Deceuninck-Quick Step | 35 h 35 min 50 s |
| 2e | Wilco Kelderman    | Pays-Bas  | Team Sunweb           | + 30 s           |
| 3e | Pello Bilbao       | Espagne   | Bahrain McLaren       | + 39 s           |
| 4e | Domenico Pozzovivo | Italie    | NTT Pro Cycling       | + 53 s           |
| 5e | Vincenzo Nibali    | Italie    | Trek-Segafredo        | + 57 s           |
| 6e | Jakob Fuglsang     | Danemark  | Astana                | + 1 min 01 s     |
| 7e | Harm Vanhoucke     | Belgique  | Lotto-Soudal          | + 1 min 02 s     |
| 8e | Patrick Konrad     | Autriche  | Bora-Hansgrohe        | + 1 min 11 s     |
| 9e | Jai Hindley        | Australie | Team Sunweb           | + 1 min 15 s     |
| 10e | Rafał Majka        | Pologne   | Bora-Hansgrohe        | + 1 min 17 s     |

| Classement par points | Classement par points | Classement par points | Classement par points  | Classement par points |
| Coureur               | Coureur               | Pays                  | Équipe                 | Points                |
| --------------------- | --------------------- | --------------------- | ---------------------- | --------------------- |
| 1er                   | Arnaud Démare         | France                | Groupama-FDJ           | 167 pts               |
| 2e                    | Peter Sagan           | Slovaquie             | Bora-Hansgrohe         | 110 pts               |
| 3e                    | Michael Matthews      | Australie             | Team Sunweb            | 87 pts                |
| 4e                    | Filippo Ganna         | Italie                | Ineos Grenadiers       | 45 pts                |
| 5e                    | Davide Ballerini      | Italie                | Deceuninck-Quick Step  | 40 pts                |
| 6e                    | Andrea Vendrame       | Italie                | AG2R La Mondiale       | 31 pts                |
| 7e                    | Alex Dowsett          | Royaume-Uni           | Israel Start-Up Nation | 29 pts                |
| 8e                    | João Almeida          | Portugal              | Deceuninck-Quick Step  | 29 pts                |
| 9e                    | Marco Frapporti       | Italie                | Vini Zabù-Brado-KTM    | 28 pts                |
| 10e                   | Ruben Guerreiro       | Portugal              | EF Pro Cycling         | 27 pts                |

| Classement par points | Classement par points | Classement par points | Classement par points  | Classement par points |
| Coureur               | Coureur               | Pays                  | Équipe                 | Points                |
| --------------------- | --------------------- | --------------------- | ---------------------- | --------------------- |
| 1er                   | Arnaud Démare         | France                | Groupama-FDJ           | 167 pts               |
| 2e                    | Peter Sagan           | Slovaquie             | Bora-Hansgrohe         | 110 pts               |
| 3e                    | Michael Matthews      | Australie             | Team Sunweb            | 87 pts                |
| 4e                    | Filippo Ganna         | Italie                | Ineos Grenadiers       | 45 pts                |
| 5e                    | Davide Ballerini      | Italie                | Deceuninck-Quick Step  | 40 pts                |
| 6e                    | Andrea Vendrame       | Italie                | AG2R La Mondiale       | 31 pts                |
| 7e                    | Alex Dowsett          | Royaume-Uni           | Israel Start-Up Nation | 29 pts                |
| 8e                    | João Almeida          | Portugal              | Deceuninck-Quick Step  | 29 pts                |
| 9e                    | Marco Frapporti       | Italie                | Vini Zabù-Brado-KTM    | 28 pts                |
| 10e                   | Ruben Guerreiro       | Portugal              | EF Pro Cycling         | 27 pts                |

| Classement de la montagne | Classement de la montagne | Classement de la montagne | Classement de la montagne | Classement de la montagne |
| Coureur                   | Coureur                   | Pays                      | Équipe                    | Points                    |
| ------------------------- | ------------------------- | ------------------------- | ------------------------- | ------------------------- |
| 1er                       | Ruben Guerreiro           | Portugal                  | EF Pro Cycling            | 84 pts                    |
| 2e                        | Giovanni Visconti         | Italie                    | Vini Zabù-Brado-KTM       | 76 pts                    |
| 3e                        | Jonathan Castroviejo      | Espagne                   | Ineos Grenadiers          | 45 pts                    |
| 4e                        | Filippo Ganna             | Italie                    | Ineos Grenadiers          | 41 pts                    |
| 5e                        | Jonathan Caicedo          | Équateur                  | EF Pro Cycling            | 40 pts                    |
| 6e                        | Matthew Holmes            | Royaume-Uni               | Lotto-Soudal              | 20 pts                    |
| 7e                        | Lawrence Warbasse         | États-Unis                | AG2R La Mondiale          | 20 pts                    |
| 8e                        | Kilian Frankiny           | Suisse                    | Groupama-FDJ              | 20 pts                    |
| 9e                        | Domenico Pozzovivo        | Italie                    | NTT Pro Cycling           | 19 pts                    |
| 10e                       | Edoardo Zardini           | Italie                    | Vini Zabù-Brado-KTM       | 18 pts                    |

| Classement de la montagne | Classement de la montagne | Classement de la montagne | Classement de la montagne | Classement de la montagne |
| Coureur                   | Coureur                   | Pays                      | Équipe                    | Points                    |
| ------------------------- | ------------------------- | ------------------------- | ------------------------- | ------------------------- |
| 1er                       | Ruben Guerreiro           | Portugal                  | EF Pro Cycling            | 84 pts                    |
| 2e                        | Giovanni Visconti         | Italie                    | Vini Zabù-Brado-KTM       | 76 pts                    |
| 3e                        | Jonathan Castroviejo      | Espagne                   | Ineos Grenadiers          | 45 pts                    |
| 4e                        | Filippo Ganna             | Italie                    | Ineos Grenadiers          | 41 pts                    |
| 5e                        | Jonathan Caicedo          | Équateur                  | EF Pro Cycling            | 40 pts                    |
| 6e                        | Matthew Holmes            | Royaume-Uni               | Lotto-Soudal              | 20 pts                    |
| 7e                        | Lawrence Warbasse         | États-Unis                | AG2R La Mondiale          | 20 pts                    |
| 8e                        | Kilian Frankiny           | Suisse                    | Groupama-FDJ              | 20 pts                    |
| 9e                        | Domenico Pozzovivo        | Italie                    | NTT Pro Cycling           | 19 pts                    |
| 10e                       | Edoardo Zardini           | Italie                    | Vini Zabù-Brado-KTM       | 18 pts                    |

| Classement du meilleur jeune | Classement du meilleur jeune | Classement du meilleur jeune | Classement du meilleur jeune | Classement du meilleur jeune |
| Coureur                      | Coureur                      | Pays                         | Équipe                       | Temps                        |
| ---------------------------- | ---------------------------- | ---------------------------- | ---------------------------- | ---------------------------- |
| 1er                          | João Almeida                 | Portugal                     | Deceuninck-Quick Step        | 35 h 35 min 50 s             |
| 2e                           | Harm Vanhoucke               | Belgique                     | Lotto-Soudal                 | + 1 min 02 s                 |
| 3e                           | Jai Hindley                  | Australie                    | Team Sunweb                  | + 1 min 15 s                 |
| 4e                           | Lucas Hamilton               | Australie                    | Mitchelton-Scott             | + 2 min 23 s                 |
| 5e                           | Tao Geoghegan Hart           | Royaume-Uni                  | Ineos Grenadiers             | + 2 min 41 s                 |
| 6e                           | Brandon McNulty              | États-Unis                   | UAE Team Emirates            | + 2 min 45 s                 |
| 7e                           | Sergio Samitier              | Espagne                      | Movistar Team                | + 4 min 06 s                 |
| 8e                           | James Knox                   | Royaume-Uni                  | Deceuninck-Quick Step        | + 4 min 13 s                 |
| 9e                           | Aurélien Paret-Peintre       | France                       | AG2R La Mondiale             | + 5 min 02 s                 |
| 10e                          | Sam Oomen                    | Pays-Bas                     | Team Sunweb                  | + 9 min 30 s                 |

| Classement du meilleur jeune | Classement du meilleur jeune | Classement du meilleur jeune | Classement du meilleur jeune | Classement du meilleur jeune |
| Coureur                      | Coureur                      | Pays                         | Équipe                       | Temps                        |
| ---------------------------- | ---------------------------- | ---------------------------- | ---------------------------- | ---------------------------- |
| 1er                          | João Almeida                 | Portugal                     | Deceuninck-Quick Step        | 35 h 35 min 50 s             |
| 2e                           | Harm Vanhoucke               | Belgique                     | Lotto-Soudal                 | + 1 min 02 s                 |
| 3e                           | Jai Hindley                  | Australie                    | Team Sunweb                  | + 1 min 15 s                 |
| 4e                           | Lucas Hamilton               | Australie                    | Mitchelton-Scott             | + 2 min 23 s                 |
| 5e                           | Tao Geoghegan Hart           | Royaume-Uni                  | Ineos Grenadiers             | + 2 min 41 s                 |
| 6e                           | Brandon McNulty              | États-Unis                   | UAE Team Emirates            | + 2 min 45 s                 |
| 7e                           | Sergio Samitier              | Espagne                      | Movistar Team                | + 4 min 06 s                 |
| 8e                           | James Knox                   | Royaume-Uni                  | Deceuninck-Quick Step        | + 4 min 13 s                 |
| 9e                           | Aurélien Paret-Peintre       | France                       | AG2R La Mondiale             | + 5 min 02 s                 |
| 10e                          | Sam Oomen                    | Pays-Bas                     | Team Sunweb                  | + 9 min 30 s                 |

| Classement par équipes | Classement par équipes | Classement par équipes | Classement par équipes |
| Équipe                 | Équipe                 | Pays                   | Temps                  |
| ---------------------- | ---------------------- | ---------------------- | ---------------------- |
| 1re                    | Ineos Grenadiers       | Royaume-Uni            | 106 h 40 min 50 s      |
| 2e                     | Deceuninck-Quick Step  | Belgique               | + 11 min 44 s          |
| 3e                     | Team Sunweb            | Allemagne              | + 13 min 07 s          |
| 4e                     | Jumbo-Visma            | Pays-Bas               | + 15 min 31 s          |
| 5e                     | Bora-Hansgrohe         | Allemagne              | + 19 min 34 s          |
| 6e                     | AG2R La Mondiale       | France                 | + 27 min 31 s          |
| 7e                     | Trek-Segafredo         | États-Unis             | + 30 min 05 s          |
| 8e                     | Movistar Team          | Espagne                | + 30 min 31 s          |
| 9e                     | Bahrain McLaren        | Bahreïn                | + 31 min 15 s          |
| 10e                    | CCC Team               | Pologne                | + 31 min 42 s          |

| Classement par équipes | Classement par équipes | Classement par équipes | Classement par équipes |
| Équipe                 | Équipe                 | Pays                   | Temps                  |
| ---------------------- | ---------------------- | ---------------------- | ---------------------- |
| 1re                    | Ineos Grenadiers       | Royaume-Uni            | 106 h 40 min 50 s      |
| 2e                     | Deceuninck-Quick Step  | Belgique               | + 11 min 44 s          |
| 3e                     | Team Sunweb            | Allemagne              | + 13 min 07 s          |
| 4e                     | Jumbo-Visma            | Pays-Bas               | + 15 min 31 s          |
| 5e                     | Bora-Hansgrohe         | Allemagne              | + 19 min 34 s          |
| 6e                     | AG2R La Mondiale       | France                 | + 27 min 31 s          |
| 7e                     | Trek-Segafredo         | États-Unis             | + 30 min 05 s          |
| 8e                     | Movistar Team          | Espagne                | + 30 min 31 s          |
| 9e                     | Bahrain McLaren        | Bahreïn                | + 31 min 15 s          |
| 10e                    | CCC Team               | Pologne                | + 31 min 42 s          |

## Abandons
- Rudy Barbier (Israel Start-Up Nation) : non-partant
- Pavel Kochetkov (CCC Team) : abandon